# Dorothea Wilhelmine von Sachsen-Zeitz

Dorothea Wilhelmine
von Sachsen-Zeitz

Dorothea Wilhelmine von Sachsen-Zeitz (* 20. März 1691 in Schloss Moritzburg an der Elster; † 17. März 1743 in Kassel) war eine Prinzessin von Sachsen-Zeitz und durch Heirat Landgräfin von Hessen-Kassel.

## Leben
Dorothea Wilhelmine war eine Tochter des Herzogs Moritz Wilhelm von Sachsen-Zeitz (1664–1718) aus dessen Ehe mit Maria Amalia (1670–1739), Tochter des Kurfürsten Friedrich Wilhelm von Brandenburg. Im Februar 1710 starb ihr jüngerer Bruder, der Erbprinz Friedrich von Sachsen-Zeitz, und Dorothea Wilhelmine war damit das letzte verbliebene Kind ihrer Eltern.
Sie heiratete am 27. September 1717 in Zeitz Landgraf Wilhelm VIII. von Hessen-Kassel (1682–1760). Königin Caroline von Großbritannien berichtete an die Herzogin von Orléans, die Landgräfin sei „gar häßlich und hatte dabei einen wunderlichen Kopf“. 
Dorothea Wilhelmine wurde geisteskrank und erschien ab 1725 nicht mehr in der Öffentlichkeit. Erste Dame am Hof wurde die Favoritin des Landgrafen Barbara Christine von Bernhold, die dieser noch zu Lebzeiten Dorothea Wilhelmines zur Gräfin Bernhold von und zu Eschau erhob.

## Nachkommen
Aus ihrer Ehe hatte Dorothea Wilhelmine folgende Kinder:
- Karl (1718–1719)
- Friedrich II. (1720–1785), Landgraf von Hessen-Kassel

⚭ 1740 Prinzessin Marie von Großbritannien (1723–1772)
- Maria Amalie (1721–1744); sie starb als Braut des Markgrafen Karl Albrecht von Brandenburg-Schwedt